# Tour de France 2010
Il Tour de France 2010, novantasettesima edizione della Grande Boucle, si svolse dal 3 al 25 luglio 2010 lungo un percorso di 3 642 km.
Lo scalatore lussemburghese Andy Schleck (al secondo podio consecutivo al Tour de France dopo la piazza d'onore conseguita l'anno precedente) vinse il primo ed unico Tour de France della sua carriera in questa edizione, nuovamente funestata da un clamoroso caso di doping. Inizialmente la corsa era infatti stata vinta per la terza volta dallo scalatore spagnolo Alberto Contador dell'Astana, che aveva terminato le sue fatiche in 91h58'48", senza vincere alcuna tappa. Ma, soltanto due anni dopo, nel 2012, il madrileno fu squalificato per doping, e la vittoria di questa edizione 2010 della corsa a tappe francese venne di conseguenza assegnata al lussemburghese Andy Schleck, inizialmente secondo classificato.
Andy Schleck, alla prima affermazione al Tour, divenne il quarto corridore lussemburghese ad apparire nell'albo d'oro del Tour, ben 52 anni dopo l'ultimo successo firmato da Charly Gaul. Anche il secondo ed il terzo posto posto vennero riassegnati a posteriori, esattamente nel 2014, in conseguenza della squalifica di due anni inflitta al passista-cronoman russo Denis Men'šov (inizialmente terzo poi scalato a secondo in questa edizione del Tour) a causa di anomalie nel suo passaporto biologico riscontrate nel triennio 2009-2012.
Perciò al secondo posto della graduatoria generale, sempre considerando le squalifiche di Contador e Men'šov, si classificò il passista-scalatore spagnolo Samuel Sánchez (al primo ed unico podio della carriera nel Tour), inizialmente quarto. La terza posizione del podio venne occupata dal passista-scalatore belga Jurgen Van Den Broeck (al primo ed unico podio della carriera conseguito alla Grande Boucle), inizialmente quinto.
Per quanto riguarda le graduatorie minori, la classifica a punti venne vinta dall'italiano Alessandro Petacchi, la classifica scalatori andò al francese Anthony Charteau, mentre il vincitore della classifica generale Andy Schleck conquistò anche la classifica dei giovani. Il supercombattivo dell'edizione fu il passista francese Sylvain Chavanel; infine, il Team RadioShack ottenne il successo nella graduatoria a squadre.
Sulle 21 frazioni previste, considerando nel computo totale pure il cronoprologo, il ciclista capace di aggiudicarsi il maggior numero di tappe (cinque) fu lo sprinter britannico Mark Cavendish, mentre Andy Schleck vestì la maglia gialla al termine di sei frazioni prima delle ultime sei in cui la indossò Alberto Contador, successivamente squalificato. Considerando la squalifica dello spagnolo, Andy Schleck fu effettivamente leader della corsa al termine delle ultime 12 tappe.

## Percorso
La corsa partì con un prologo a cronometro di 8,9 km a Rotterdam il 3 luglio, prima partenza nei Paesi Bassi dal 1996, e terminò a Parigi il 25 luglio. La presentazione ufficiale del Tour de France 2010 si tenne il 18 ottobre 2009. Fu il terzo grande Giro consecutivo a partire nei Paesi Bassi, dopo la Vuelta a España 2009 (partita dal Circuito di Assen) ed il Giro d'Italia 2010 (partenza ad Amsterdam).
Le prime tre tappe, disegnate ricalcando le caratteristiche delle grandi classiche, attraversarono Paesi Bassi e Belgio. Ci furono sei tappe di montagna, tre delle quali con arrivo in salita, e nel centesimo anniversario dalla loro inclusione al Tour, l'attenzione fu focalizzata sui Pirenei, con due salite al Colle del Tourmalet. Il programma prevedeva anche una lunga cronometro individuale al penultimo giorno di gara, come da tradizione, prima della passerella finale sugli Champs-Élysées di Parigi.

## Tappe
| Tappa  | Data      | Percorso                                  | km    | Vincitore di tappa  | Leader cl. generale           |
| ------ | --------- | ----------------------------------------- | ----- | ------------------- | ----------------------------- |
| Prol   | 3 luglio  | Rotterdam (NLD) (cron. individuale)       | 8,9   | Fabian Cancellara   | Fabian Cancellara             |
| 1ª     | 4 luglio  | Rotterdam (NLD) > Bruxelles (BEL)         | 223,5 | Alessandro Petacchi | Fabian Cancellara             |
| 2ª     | 5 luglio  | Bruxelles (BEL) > Spa (BEL)               | 201   | Sylvain Chavanel    | Sylvain Chavanel              |
| 3ª     | 6 luglio  | Wanze (BEL) > Arenberg-Porte du Hainaut   | 213   | Thor Hushovd        | Fabian Cancellara             |
| 4ª     | 7 luglio  | Cambrai > Reims                           | 153,5 | Alessandro Petacchi | Fabian Cancellara             |
| 5ª     | 8 luglio  | Épernay > Montargis                       | 187,5 | Mark Cavendish      | Fabian Cancellara             |
| 6ª     | 9 luglio  | Montargis > Gueugnon                      | 227,5 | Mark Cavendish      | Fabian Cancellara             |
| 7ª     | 10 luglio | Tournus > Station des Rousses             | 165,5 | Sylvain Chavanel    | Sylvain Chavanel              |
| 8ª     | 11 luglio | Station des Rousses > Morzine-Avoriaz     | 189   | Andy Schleck        | Cadel Evans                   |
|        | 12 luglio | giorno di riposo                          |       |                     |                               |
| 9ª     | 13 luglio | Morzine-Avoriaz > Saint-Jean-de-Maurienne | 204,5 | Sandy Casar         | Andy Schleck                  |
| 10ª    | 14 luglio | Chambéry > Gap                            | 179   | Sérgio Paulinho     | Andy Schleck                  |
| 11ª    | 15 luglio | Sisteron > Bourg-lès-Valence              | 184,5 | Mark Cavendish      | Andy Schleck                  |
| 12ª    | 16 luglio | Bourg-de-Péage > Mende                    | 210,5 | Joaquim Rodríguez   | Andy Schleck                  |
| 13ª    | 17 luglio | Rodez > Revel                             | 196   | Aleksandr Vinokurov | Andy Schleck                  |
| 14ª    | 18 luglio | Revel > Ax 3 Domaines                     | 184,5 | Christophe Riblon   | Andy Schleck                  |
| 15ª    | 19 luglio | Pamiers > Bagnères-de-Luchon              | 187,5 | Thomas Voeckler     | Alberto Contador Andy Schleck |
| 16ª    | 20 luglio | Bagnères-de-Luchon > Pau                  | 199,5 | Pierrick Fédrigo    | Alberto Contador Andy Schleck |
|        | 21 luglio | giorno di riposo                          |       |                     |                               |
| 17ª    | 22 luglio | Pau > Col du Tourmalet                    | 174   | Andy Schleck        | Alberto Contador Andy Schleck |
| 18ª    | 23 luglio | Salies-de-Béarn > Bordeaux                | 198   | Mark Cavendish      | Alberto Contador Andy Schleck |
| 19ª    | 24 luglio | Bordeaux > Pauillac (cron. individuale)   | 52    | Fabian Cancellara   | Alberto Contador Andy Schleck |
| 20ª    | 25 luglio | Longjumeau > Parigi (Champs-Élysées)      | 102,5 | Mark Cavendish      | Alberto Contador Andy Schleck |
| Totale | Totale    | Totale                                    | 3 642 |                     |                               |

## Squadre e corridori partecipanti
22 squadre sono state invitate a partecipare al Tour de France 2010. Sedici squadre, incluse due che non fanno più parte dell'UCI ProTour, hanno il posto garantito dal settembre 2008, in accordo con l'Union Cycliste Internationale.
| N.      | Cod. | Squadra                       |
| ------- | ---- | ----------------------------- |
| 1-9     | AST  | Astana                        |
| 11-19   | SAX  | Team Saxo Bank                |
| 21-29   | RSH  | Team RadioShack               |
| 31-39   | SKY  | Sky Professional Cycling Team |
| 41-49   | LIQ  | Liquigas-Doimo                |
| 51-59   | GRM  | Garmin-Transitions            |
| 61-69   | FDJ  | FDJ                           |
| 71-79   | KAT  | Team Katusha                  |
| 81-89   | A2R  | AG2R La Mondiale              |
| 91-99   | CTT  | Cervélo TestTeam              |
| 101-109 | OLO  | Omega Pharma-Lotto            |

| N.      | Cod. | Squadra                     |
| ------- | ---- | --------------------------- |
| 111-119 | THR  | Team HTC-Columbia           |
| 121-129 | BMC  | BMC Racing Team             |
| 131-139 | QST  | Quick Step                  |
| 141-149 | MRM  | Team Milram                 |
| 151-159 | BBO  | Bbox Bouygues Telecom       |
| 161-169 | GCE  | Caisse d'Epargne            |
| 171-179 | COF  | Cofidis, le Credit en Ligne |
| 181-189 | EUS  | Euskaltel-Euskadi           |
| 191-199 | RAB  | Rabobank                    |
| 201-209 | LAM  | Lampre-Farnese Vini         |
| 211-219 | FOT  | Footon-Servetto             |

## Dettagli delle tappe

### Prologo
- 3 luglio: Rotterdam (NLD) – Cronometro individuale – 8,9 km

Risultati
| Pos. | Corridore         | Squadra      | Tempo  |
| ---- | ----------------- | ------------ | ------ |
| 1    | Fabian Cancellara | Saxo Bank    | 10'00" |
| 2    | Tony Martin       | HTC-Columbia | a 10"  |
| 3    | David Millar      | Garmin       | a 20"  |

| Pos. | Corridore         | Squadra      | Tempo  |
| ---- | ----------------- | ------------ | ------ |
| 1    | Fabian Cancellara | Saxo Bank    | 10'00" |
| 2    | Tony Martin       | HTC-Columbia | a 10"  |
| 3    | David Millar      | Garmin       | a 20"  |

### 1ª tappa
- 4 luglio: Rotterdam (NLD) > Bruxelles (BEL) – 223,5 km

Risultati
| Pos. | Corridore           | Squadra      | Tempo    |
| ---- | ------------------- | ------------ | -------- |
| 1    | Alessandro Petacchi | Lampre       | 5h09'38" |
| 2    | Mark Renshaw        | HTC-Columbia | s.t.     |
| 3    | Thor Hushovd        | Cervélo      | s.t.     |

| Pos. | Corridore         | Squadra      | Tempo    |
| ---- | ----------------- | ------------ | -------- |
| 1    | Fabian Cancellara | Saxo Bank    | 5h19'38" |
| 2    | Tony Martin       | HTC-Columbia | a 10"    |
| 3    | David Millar      | Garmin       | a 20"    |

### 2ª tappa
- 5 luglio: Bruxelles (BEL) > Spa (BEL) – 201 km

Risultati
| Pos. | Corridore        | Squadra      | Tempo    |
| ---- | ---------------- | ------------ | -------- |
| 1    | Sylvain Chavanel | Quick Step   | 4h40'48" |
| 2    | Maxime Bouet     | AG2R La Mon. | a 3'56"  |
| 3    | Fabian Wegmann   | Milram       | s.t.     |

| Pos. | Corridore         | Squadra      | Tempo     |
| ---- | ----------------- | ------------ | --------- |
| 1    | Sylvain Chavanel  | Quick Step   | 10h01'25" |
| 2    | Fabian Cancellara | Saxo Bank    | a 2'57"   |
| 3    | Tony Martin       | HTC-Columbia | a 3'07"   |

### 3ª tappa
- 6 luglio: Wanze (BEL) > Arenberg-Porte du Hainaut – 213 km

Risultati
| Pos. | Corridore      | Squadra | Tempo    |
| ---- | -------------- | ------- | -------- |
| 1    | Thor Hushovd   | Cervélo | 4h49'38" |
| 2    | Geraint Thomas | Sky     | s.t.     |
| 3    | Cadel Evans    | BMC     | s.t.     |

| Pos. | Corridore         | Squadra   | Tempo     |
| ---- | ----------------- | --------- | --------- |
| 1    | Fabian Cancellara | Saxo Bank | 14h54'00" |
| 2    | Geraint Thomas    | Sky       | a 23"     |
| 3    | Cadel Evans       | BMC       | a 39"     |

### 4ª tappa
- 7 luglio: Cambrai > Reims – 153,5 km

Risultati
| Pos. | Corridore            | Squadra | Tempo    |
| ---- | -------------------- | ------- | -------- |
| 1    | Alessandro Petacchi  | Lampre  | 3h34'55" |
| 2    | Julian Dean          | Garmin  | s.t.     |
| 3    | Edvald Boasson Hagen | Sky     | s.t.     |

| Pos. | Corridore         | Squadra   | Tempo     |
| ---- | ----------------- | --------- | --------- |
| 1    | Fabian Cancellara | Saxo Bank | 18h28'55" |
| 2    | Geraint Thomas    | Sky       | a 23"     |
| 3    | Cadel Evans       | BMC       | a 39"     |

### 5ª tappa
- 8 luglio: Épernay > Montargis – 187,5 km

Risultati
| Pos. | Corridore            | Squadra      | Tempo    |
| ---- | -------------------- | ------------ | -------- |
| 1    | Mark Cavendish       | HTC-Columbia | 4h30'50" |
| 2    | Gerald Ciolek        | Milram       | s.t.     |
| 3    | Edvald Boasson Hagen | Sky          | s.t.     |

| Pos. | Corridore         | Squadra   | Tempo     |
| ---- | ----------------- | --------- | --------- |
| 1    | Fabian Cancellara | Saxo Bank | 22h49'55" |
| 2    | Geraint Thomas    | Sky       | a 23"     |
| 3    | Cadel Evans       | BMC       | a 39"     |

### 6ª tappa
- 9 luglio: Montargis > Gueugnon – 227,5 km

Risultati
| Pos. | Corridore           | Squadra      | Tempo    |
| ---- | ------------------- | ------------ | -------- |
| 1    | Mark Cavendish      | HTC-Columbia | 5h37'42" |
| 2    | Tyler Farrar        | Garmin       | s.t.     |
| 3    | Alessandro Petacchi | Lampre       | s.t.     |

| Pos. | Corridore         | Squadra   | Tempo     |
| ---- | ----------------- | --------- | --------- |
| 1    | Fabian Cancellara | Saxo Bank | 28h37'30" |
| 2    | Geraint Thomas    | Sky       | a 20"     |
| 3    | Cadel Evans       | BMC       | a 39"     |

### 7ª tappa
- 10 luglio: Tournus > Station des Rousses – 165,5 km

Risultati
| Pos. | Corridore          | Squadra    | Tempo    |
| ---- | ------------------ | ---------- | -------- |
| 1    | Sylvain Chavanel   | Quick Step | 4h22'52" |
| 2    | Rafael Valls       | Footon     | a 57"    |
| 3    | Juan Manuel Gárate | Rabobank   | a 1'27"  |

| Pos. | Corridore        | Squadra    | Tempo     |
| ---- | ---------------- | ---------- | --------- |
| 1    | Sylvain Chavanel | Quick Step | 33h01'23" |
| 2    | Cadel Evans      | BMC        | a 1'25"   |
| 3    | Ryder Hesjedal   | Garmin     | a 1'32"   |

### 8ª tappa
- 11 luglio: Station des Rousses > Morzine-Avoriaz – 189 km

Risultati
| Pos. | Corridore      | Squadra   | Tempo    |
| ---- | -------------- | --------- | -------- |
| 1    | Andy Schleck   | Saxo Bank | 4h54'11" |
| 2    | Samuel Sánchez | Euskaltel | s.t.     |
| 3    | Robert Gesink  | Rabobank  | a 10"    |

| Pos. | Corridore        | Squadra   | Tempo     |
| ---- | ---------------- | --------- | --------- |
| 1    | Cadel Evans      | BMC       | 37h57'09" |
| 2    | Andy Schleck     | Saxo Bank | a 20"     |
| SQ   | Alberto Contador | Astana    | a 1'01"   |

### 9ª tappa
- 13 luglio: Morzine-Avoriaz > Saint-Jean-de-Maurienne – 204,5 km

Risultati
| Pos. | Corridore         | Squadra      | Tempo    |
| ---- | ----------------- | ------------ | -------- |
| 1    | Sandy Casar       | FDJ          | 5h38'10" |
| 2    | Luis León Sánchez | C. d'Epargne | s.t.     |
| 3    | Damiano Cunego    | Lampre       | s.t.     |

| Pos. | Corridore        | Squadra   | Tempo     |
| ---- | ---------------- | --------- | --------- |
| 1    | Andy Schleck     | Saxo Bank | 43h35'41" |
| SQ   | Alberto Contador | Astana    | a 41"     |
| 2    | Samuel Sánchez   | Euskaltel | a 2'45"   |

### 10ª tappa
- 14 luglio: Chambéry > Gap – 179 km

Risultati
| Pos. | Corridore       | Squadra      | Tempo    |
| ---- | --------------- | ------------ | -------- |
| 1    | Sérgio Paulinho | RadioShack   | 5h10'56" |
| 2    | Vasil' Kiryenka | C. d'Epargne | s.t.     |
| 3    | Dries Devenyns  | Quick Step   | a 1'29"  |

| Pos. | Corridore        | Squadra   | Tempo     |
| ---- | ---------------- | --------- | --------- |
| 1    | Andy Schleck     | Saxo Bank | 49h00'56" |
| SQ   | Alberto Contador | Astana    | a 41"     |
| 2    | Samuel Sánchez   | Euskaltel | a 2'45"   |

### 11ª tappa
- 15 luglio: Sisteron > Bourg-lès-Valence – 184,5 km

Risultati
| Pos. | Corridore           | Squadra      | Tempo    |
| ---- | ------------------- | ------------ | -------- |
| 1    | Mark Cavendish      | HTC-Columbia | 4h42'29" |
| 2    | Alessandro Petacchi | Lampre       | s.t.     |
| 3    | Tyler Farrar        | Garmin       | s.t.     |

| Pos. | Corridore        | Squadra   | Tempo     |
| ---- | ---------------- | --------- | --------- |
| 1    | Andy Schleck     | Saxo Bank | 53h43'25" |
| SQ   | Alberto Contador | Astana    | a 41"     |
| 2    | Samuel Sánchez   | Euskaltel | a 2'45"   |

### 12ª tappa
- 16 luglio: Bourg-de-Péage > Mende – 210,5 km

Risultati
| Pos. | Corridore           | Squadra | Tempo    |
| ---- | ------------------- | ------- | -------- |
| 1    | Joaquim Rodríguez   | Katusha | 4h58'26" |
| SQ   | Alberto Contador    | Astana  | s.t.     |
| 2    | Aleksandr Vinokurov | Astana  | a 4"     |

| Pos. | Corridore        | Squadra   | Tempo     |
| ---- | ---------------- | --------- | --------- |
| 1    | Andy Schleck     | Saxo Bank | 53h43'25" |
| SQ   | Alberto Contador | Astana    | a 31"     |
| 2    | Samuel Sánchez   | Euskaltel | a 2'45"   |

### 13ª tappa
- 17 luglio: Rodez > Revel – 196 km

Risultati
| Pos. | Corridore           | Squadra      | Tempo    |
| ---- | ------------------- | ------------ | -------- |
| 1    | Aleksandr Vinokurov | Astana       | 4h26'26" |
| 2    | Mark Cavendish      | HTC-Columbia | a 13"    |
| 3    | Alessandro Petacchi | Lampre       | s.t.     |

| Pos. | Corridore        | Squadra   | Tempo     |
| ---- | ---------------- | --------- | --------- |
| 1    | Andy Schleck     | Saxo Bank | 63h08'40" |
| SQ   | Alberto Contador | Astana    | a 31"     |
| 2    | Samuel Sánchez   | Euskaltel | a 2'45"   |

### 14ª tappa
- 18 luglio: Revel > Ax-3 Domaines – 184,5 km

Risultati
| Pos. | Corridore         | Squadra      | Tempo    |
| ---- | ----------------- | ------------ | -------- |
| 1    | Christophe Riblon | AG2R La Mon. | 4h52'42" |
| 2    | Denis Men'šov     | Rabobank     | a 54"    |
| 3    | Samuel Sánchez    | Euskaltel    | s.t.     |

| Pos. | Corridore        | Squadra   | Tempo     |
| ---- | ---------------- | --------- | --------- |
| 1    | Andy Schleck     | Saxo Bank | 68h02'30" |
| SQ   | Alberto Contador | Astana    | a 31"     |
| 2    | Samuel Sánchez   | Euskaltel | a 2'31"   |

### 15ª tappa
- 19 luglio: Pamiers > Bagnères-de-Luchon – 187,5 km

Risultati
| Pos. | Corridore         | Squadra       | Tempo    |
| ---- | ----------------- | ------------- | -------- |
| 1    | Thomas Voeckler   | Bouygues Tel. | 4h44'51" |
| 2    | Alessandro Ballan | BMC           | a 1'20"  |
| 3    | Aitor Pérez       | Footon        | s.t.     |

| Pos. | Corridore        | Squadra   | Tempo     |
| ---- | ---------------- | --------- | --------- |
| SQ   | Alberto Contador | Astana    | 72h50'42" |
| 1    | Andy Schleck     | Saxo Bank | 72h50'50" |
| 2    | Samuel Sánchez   | Euskaltel | a 1'52"   |

### 16ª tappa
- 20 luglio: Bagnères-de-Luchon > Pau – 199,5 km

Risultati
| Pos. | Corridore        | Squadra       | Tempo    |
| ---- | ---------------- | ------------- | -------- |
| 1    | Pierrick Fédrigo | Bouygues Tel. | 5h31'43" |
| 2    | Sandy Casar      | FDJ           | s.t.     |
| 3    | Rubén Plaza      | C. d'Epargne  | s.t.     |

| Pos. | Corridore        | Squadra   | Tempo     |
| ---- | ---------------- | --------- | --------- |
| SQ   | Alberto Contador | Astana    | 78h29'10" |
| 1    | Andy Schleck     | Saxo Bank | 78h29'18" |
| 2    | Samuel Sánchez   | Euskaltel | a 1'52"   |

### 17ª tappa
- 22 luglio: Pau > Colle del Tourmalet – 174 km

Risultati
| Pos. | Corridore         | Squadra   | Tempo    |
| ---- | ----------------- | --------- | -------- |
| 1    | Andy Schleck      | Saxo Bank | 5h03'29" |
| SQ   | Alberto Contador  | Astana    | s.t.     |
| 2    | Joaquim Rodríguez | Euskaltel | a 1'18"  |

| Pos. | Corridore        | Squadra   | Tempo     |
| ---- | ---------------- | --------- | --------- |
| SQ   | Alberto Contador | Astana    | 83h32'39" |
| 1    | Andy Schleck     | Saxo Bank | 83h32'47" |
| 2    | Samuel Sánchez   | Euskaltel | a 3'24"   |

### 18ª tappa
- 23 luglio: Salies-de-Béarn > Bordeaux – 198 km

Risultati
| Pos. | Corridore           | Squadra      | Tempo    |
| ---- | ------------------- | ------------ | -------- |
| 1    | Mark Cavendish      | HTC-Columbia | 4h37'09" |
| 2    | Julian Dean         | Garmin       | s.t.     |
| 3    | Alessandro Petacchi | Lampre       | s.t.     |

| Pos. | Corridore        | Squadra   | Tempo     |
| ---- | ---------------- | --------- | --------- |
| SQ   | Alberto Contador | Astana    | 88h09'48" |
| 1    | Andy Schleck     | Saxo Bank | 88h09'56" |
| 2    | Samuel Sánchez   | Euskaltel | a 3'24"   |

### 19ª tappa
- 24 luglio: Bordeaux > Pauillac – Cronometro individuale – 52 km

Risultati
| Pos. | Corridore         | Squadra      | Tempo    |
| ---- | ----------------- | ------------ | -------- |
| 1    | Fabian Cancellara | Saxo Bank    | 1h00'56" |
| 2    | Tony Martin       | HTC-Columbia | a 17"    |
| 3    | Bert Grabsch      | HTC-Columbia | a 1'48"  |

| Pos. | Corridore        | Squadra   | Tempo     |
| ---- | ---------------- | --------- | --------- |
| SQ   | Alberto Contador | Astana    | 89h16'27" |
| 1    | Andy Schleck     | Saxo Bank | 89h17'06" |
| SQ   | Denis Men'šov    | Rabobank  | a 1'22"   |

Descrizione e riassunto
Nella cronometro della diciannovesima tappa il duello per la conquista del Tour è riservato a due corridori, il lussemburghese Andy Schlek e lo spagnolo Alberto Contador. Lo spagnolo parte in maglia gialla con 8" di vantaggio sul suo rivale che, sulla carta, è più lento nelle prove contro il tempo. Nei primi chilometri della tappa il lussemburghese parte più forte del rivale recuperandogli parte dello svantaggio iniziale; il prosieguo della tappa però tende a seguire il pronostico e vede una ripresa del campione in carica che, oltre a recuperare i pochi ma decisivi secondi persi, aumenta il gap dal suo avversario portandolo a 39" in quella che sarà la definitiva classifica generale.

### 20ª tappa
- 25 luglio: Longjumeau > Parigi – 102,5 km

Risultati
| Pos. | Corridore           | Squadra      | Tempo    |
| ---- | ------------------- | ------------ | -------- |
| 1    | Mark Cavendish      | HTC-Columbia | 2h42'21" |
| 2    | Alessandro Petacchi | Lampre       | s.t.     |
| 3    | Julian Dean         | Garmin       | s.t.     |

| Pos. | Corridore        | Squadra   | Tempo     |
| ---- | ---------------- | --------- | --------- |
| SQ   | Alberto Contador | Astana    | 91h58'48" |
| 1    | Andy Schleck     | Saxo Bank | 91h59'27" |
| SQ   | Denis Men'šov    | Rabobank  | a 1'22"   |

## Evoluzione delle classifiche
| Tappa              | Vincitore           | Classifica generale Maglia gialla | Classifica a punti Maglia verde | Classifica scalatori Maglia a pois | Classifica giovani Maglia bianca | Classifica a squadre Numero giallo | Premio combattività Numero rosso |
| ------------------ | ------------------- | --------------------------------- | ------------------------------- | ---------------------------------- | -------------------------------- | ---------------------------------- | -------------------------------- |
| Prol.              | Fabian Cancellara   | Fabian Cancellara                 | Fabian Cancellara               | non assegnata                      | Tony Martin                      | Team RadioShack                    | non assegnato                    |
| 1ª                 | Alessandro Petacchi | Fabian Cancellara                 | Alessandro Petacchi             | non assegnata                      | Tony Martin                      | Team RadioShack                    | Maarten Wynants                  |
| 2ª                 | Sylvain Chavanel    | Sylvain Chavanel                  | Sylvain Chavanel                | Jérôme Pineau                      | Tony Martin                      | Quick Step                         | Sylvain Chavanel                 |
| 3ª                 | Thor Hushovd        | Fabian Cancellara                 | Thor Hushovd                    | Jérôme Pineau                      | Geraint Thomas                   | Team Saxo Bank                     | Ryder Hesjedal                   |
| 4ª                 | Alessandro Petacchi | Fabian Cancellara                 | Thor Hushovd                    | Jérôme Pineau                      | Geraint Thomas                   | Team Saxo Bank                     | Dimitri Champion                 |
| 5ª                 | Mark Cavendish      | Fabian Cancellara                 | Thor Hushovd                    | Jérôme Pineau                      | Geraint Thomas                   | Team Saxo Bank                     | José Iván Gutiérrez              |
| 6ª                 | Mark Cavendish      | Fabian Cancellara                 | Thor Hushovd                    | Jérôme Pineau                      | Geraint Thomas                   | Team Saxo Bank                     | Mathieu Perget                   |
| 7ª                 | Sylvain Chavanel    | Sylvain Chavanel                  | Thor Hushovd                    | Jérôme Pineau                      | Andy Schleck                     | Astana                             | Jérôme Pineau                    |
| 8ª                 | Andy Schleck        | Cadel Evans                       | Thor Hushovd                    | Jérôme Pineau                      | Andy Schleck                     | Rabobank                           | Mario Aerts                      |
| 9ª                 | Sandy Casar         | Andy Schleck                      | Thor Hushovd                    | Anthony Charteau                   | Andy Schleck                     | Caisse d'Epargne                   | Luis León Sánchez                |
| 10ª                | Sérgio Paulinho     | Andy Schleck                      | Thor Hushovd                    | Jérôme Pineau                      | Andy Schleck                     | Caisse d'Epargne                   | Mario Aerts                      |
| 11ª                | Mark Cavendish      | Andy Schleck                      | Alessandro Petacchi             | Jérôme Pineau                      | Andy Schleck                     | Caisse d'Epargne                   | Stéphane Augé                    |
| 12ª                | Joaquim Rodríguez   | Andy Schleck                      | Thor Hushovd                    | Anthony Charteau                   | Andy Schleck                     | Team RadioShack                    | Aleksandr Vinokurov              |
| 13ª                | Aleksandr Vinokurov | Andy Schleck                      | Alessandro Petacchi             | Anthony Charteau                   | Andy Schleck                     | Team RadioShack                    | Juan Antonio Flecha              |
| 14ª                | Christophe Riblon   | Andy Schleck                      | Alessandro Petacchi             | Anthony Charteau                   | Andy Schleck                     | Caisse d'Epargne                   | Christophe Riblon                |
| 15ª                | Thomas Voeckler     | Alberto Contador Andy Schleck     | Alessandro Petacchi             | Anthony Charteau                   | Andy Schleck                     | Team RadioShack                    | Thomas Voeckler                  |
| 16ª                | Pierrick Fédrigo    | Alberto Contador Andy Schleck     | Thor Hushovd                    | Anthony Charteau                   | Andy Schleck                     | Team RadioShack                    | Carlos Barredo                   |
| 17ª                | Andy Schleck        | Alberto Contador Andy Schleck     | Thor Hushovd                    | Anthony Charteau                   | Andy Schleck                     | Team RadioShack                    | Aleksandr Kolobnev               |
| 18ª                | Mark Cavendish      | Alberto Contador Andy Schleck     | Alessandro Petacchi             | Anthony Charteau                   | Andy Schleck                     | Team RadioShack                    | Daniel Oss                       |
| 19ª                | Fabian Cancellara   | Alberto Contador Andy Schleck     | Alessandro Petacchi             | Anthony Charteau                   | Andy Schleck                     | Team RadioShack                    | non assegnato                    |
| 20ª                | Mark Cavendish      | Alberto Contador Andy Schleck     | Alessandro Petacchi             | Anthony Charteau                   | Andy Schleck                     | Team RadioShack                    | non assegnato                    |
| Classifiche finali | Classifiche finali  | Alberto Contador Andy Schleck     | Alessandro Petacchi             | Anthony Charteau                   | Andy Schleck                     | Team RadioShack                    | Sylvain Chavanel                 |

Maglie indossate da altri ciclisti in caso di due o più maglie vinte
- Nella 1ª tappa, David Millar ha indossato la maglia verde al posto di Fabian Cancellara.
- Nella 3ª tappa, Alessandro Petacchi ha indossato la maglia verde al posto di Sylvain Chavanel.
- Dalla 10ª alla 14ª tappa, Robert Gesink ha indossato la maglia bianca al posto di Andy Schleck.

## Classifiche finali

### Classifica generale - Maglia gialla
| Pos. | Corridore             | Squadra      | Tempo     |
| ---- | --------------------- | ------------ | --------- |
| SQ   | Alberto Contador      | Astana       | 91h58'48" |
| 1    | Andy Schleck          | Saxo Bank    | 91h59'27" |
| SQ   | Denis Men'šov         | Rabobank     | a 1'22"   |
| 2    | Samuel Sánchez        | Euskaltel    | a 3'01"   |
| 3    | Jurgen Van Den Broeck | Omega Pharma | a 6'15"   |
| 4    | Robert Gesink         | Rabobank     | a 8'52"   |
| 5    | Ryder Hesjedal        | Garmin       | a 9'36"   |
| 6    | Joaquim Rodríguez     | Katusha      | a 10'58"  |
| 7    | Roman Kreuziger       | Liquigas     | a 11'15″  |
| 8    | Chris Horner          | RadioShack   | a 11'23″  |
| 9    | Luis León Sánchez     | C. d'Epargne | a 13'42″  |
| 10   | Rubén Plaza           | C. d'Epargne | a 13'50″  |

### Classifica a punti - Maglia verde
| Pos. | Corridore           | Squadra      | Punti |
| ---- | ------------------- | ------------ | ----- |
| 1    | Alessandro Petacchi | Lampre       | 243   |
| 2    | Mark Cavendish      | HTC-Columbia | 232   |
| 3    | Thor Hushovd        | Cervélo      | 222   |
| 4    | José Joaquín Rojas  | C. d'Epargne | 179   |
| 5    | Robbie McEwen       | Katusha      | 179   |

### Classifica scalatori - Maglia a pois
| Pos. | Corridore         | Squadra       | Punti |
| ---- | ----------------- | ------------- | ----- |
| 1    | Anthony Charteau  | Bouygues Tel. | 143   |
| 2    | Christophe Moreau | C. d'Epargne  | 128   |
| 3    | Andy Schleck      | Saxo Bank     | 116   |
| SQ   | Alberto Contador  | Astana        | 112   |
| 4    | Damiano Cunego    | Lampre        | 99    |
| 5    | Samuel Sánchez    | Euskaltel     | 96    |

### Classifica giovani - Maglia bianca
| Pos. | Corridore       | Squadra       | Tempo      |
| ---- | --------------- | ------------- | ---------- |
| 1    | Andy Schleck    | Saxo Bank     | 91h59'27"  |
| 2    | Robert Gesink   | Rabobank      | a 8'52"    |
| 3    | Roman Kreuziger | Liquigas      | a 11'15″   |
| 4    | Julien El Fares | Cofidis       | a 52'43"   |
| 5    | Cyril Gautier   | Bouygues Tel. | a 1h24'33″ |

### Classifica a squadre - Numero giallo
| Pos. | Squadra            | Tempo      |
| ---- | ------------------ | ---------- |
| 1    | Team RadioShack    | 276h02'03" |
| 2    | Caisse d'Epargne   | a 9'15"    |
| 3    | Rabobank           | a 27'49"   |
| 4    | AG2R La Mondiale   | a 41'10"   |
| 5    | Omega Pharma-Lotto | a 51'01"   |

## Punteggi UCI
| Pos. | Corridore             | Squadra       | Punti |
| ---- | --------------------- | ------------- | ----- |
| 1    | Andy Schleck          | Saxo Bank     | 250   |
| SQ   | Denis Men'šov         | Rabobank      | 162   |
| 3    | Samuel Sánchez        | Euskaltel     | 142   |
| 4    | Jurgen Van Den Broeck | Omega Pharma  | 116   |
| 5    | Joaquim Rodríguez     | Katusha       | 112   |
| 6    | Mark Cavendish        | HTC-Columbia  | 110   |
| 7    | Robert Gesink         | Rabobank      | 106   |
| 8    | Ryder Hesjedal        | Garmin        | 100   |
| 9    | Alessandro Petacchi   | Lampre        | 78    |
| 10   | Roman Kreuziger       | Liquigas      | 74    |
| 11   | Chris Horner          | RadioShack    | 62    |
| 12   | Luis León Sánchez     | C. d'Epargne  | 60    |
| 13   | Aleksandr Vinokurov   | Astana        | 46    |
| 13   | Rubén Plaza           | C. d'Epargne  | 46    |
| 15   | Sylvain Chavanel      | Quick Step    | 40    |
| 15   | Fabian Cancellara     | Saxo Bank     | 40    |
| 17   | Levi Leipheimer       | RadioShack    | 30    |
| 17   | Sandy Casar           | FDJ           | 30    |
| 19   | Thor Hushovd          | Cervélo       | 28    |
| 20   | Julian Dean           | Garmin        | 26    |
| 21   | Thomas Voeckler       | Bouygues Tel. | 24    |
| 21   | Andreas Klöden        | RadioShack    | 24    |
| 23   | Robbie McEwen         | Katusha       | 22    |
| 24   | Nicolas Roche         | AG2R La Mon.  | 20    |
| 24   | Tony Martin           | HTC-Columbia  | 20    |
| 24   | Sérgio Paulinho       | RadioShack    | 20    |
| 24   | Christophe Riblon     | AG2R La Mon.  | 20    |
| 24   | Pierrick Fédrigo      | Bouygues Tel. | 20    |
| 29   | Tyler Farrar          | Garmin        | 16    |
| 29   | Edvald Boasson Hagen  | Sky           | 16    |
| 31   | Geraint Thomas        | Sky           | 12    |
| 31   | Gerald Ciolek         | Milram        | 12    |
| 31   | Thomas Löfkvist       | Sky           | 12    |
| 34   | Kevin De Weert        | Quick Step    | 10    |
| 34   | Alessandro Ballan     | BMC           | 10    |
| 34   | Maxime Bouet          | AG2R La Mon.  | 10    |
| 34   | Damiano Cunego        | Lampre        | 10    |
| 34   | Vasil' Kiryenka       | C. d'Epargne  | 10    |
| 34   | Mark Renshaw          | HTC-Columbia  | 10    |
| 34   | Rafael Valls          | Footon        | 10    |
| 34   | José Joaquín Rojas    | C. d'Epargne  | 10    |
| 42   | John Gadret           | AG2R La Mon.  | 8     |
| 42   | Cadel Evans           | BMC           | 8     |
| 44   | Aitor Pérez           | Footon        | 6     |
| 44   | Juan Manuel Gárate    | Rabobank      | 6     |
| 44   | Fabian Wegmann        | Milram        | 6     |
| 44   | David Millar          | Garmin        | 6     |
| 44   | Dries Devenyns        | Quick Step    | 6     |
| 44   | Bert Grabsch          | HTC-Columbia  | 6     |
| 50   | Lance Armstrong       | RadioShack    | 4     |
| 50   | Óscar Freire          | Rabobank      | 4     |
| 50   | Lloyd Mondory         | AG2R La Mon.  | 4     |
| 50   | Christophe Moreau     | C. d'Epargne  | 4     |
| 50   | Jürgen Roelandts      | Omega Pharma  | 4     |
| 50   | Pierre Rolland        | Bouygues Tel. | 4     |
| 50   | Ignatas Konovalovas   | Cervélo       | 4     |
| 57   | Mario Aerts           | Omega Pharma  | 2     |
| 57   | Matthieu Ladagnous    | FDJ           | 2     |
| 57   | Christian Knees       | Milram        | 2     |
| 57   | Daniel Moreno         | Milram        | 2     |
| 57   | Robert Hunter         | Garmin        | 2     |
| 57   | Mathieu Perget        | C. d'Epargne  | 2     |
| 57   | Anthony Charteau      | Bouygues Tel. | 2     |
| 57   | Luke Roberts          | Milram        | 2     |
| 57   | David Zabriskie       | Garmin        | 2     |

| Pos. | Squadra                       | Punti |
| ---- | ----------------------------- | ----- |
| 1    | Team Saxo Bank                | 290   |
| 2    | Rabobank                      | 278   |
| 3    | Garmin-Transitions            | 150   |
| 4    | Team HTC-Columbia             | 146   |
| 5    | Euskaltel-Euskadi             | 142   |
| 6    | Team RadioShack               | 140   |
| 7    | Team Katusha                  | 134   |
| 8    | Caisse d'Epargne              | 130   |
| 9    | Omega Pharma-Lotto            | 122   |
| 10   | Lampre-Farnese Vini           | 88    |
| 11   | Liquigas-Doimo                | 74    |
| 12   | Quick Step                    | 56    |
| 13   | Bbox Bouygues Telecom         | 50    |
| 14   | Astana                        | 46    |
| 15   | Sky Professional Cycling Team | 40    |
| 16   | AG2R La Mondiale              | 36    |
| 17   | Cervélo TestTeam              | 32    |
| 17   | FDJ                           | 32    |
| 19   | Team Milram                   | 24    |
| 20   | BMC Racing Team               | 18    |
| 21   | Footon-Servetto               | 16    |

| Pos. | Nazione       | Punti |
| ---- | ------------- | ----- |
| 1    | Lussemburgo   | 250   |
| 2    | Russia        | 162   |
| 3    | Belgio        | 138   |
| 4    | Francia       | 134   |
| 5    | Regno Unito   | 128   |
| 6    | Stati Uniti   | 114   |
| 7    | Paesi Bassi   | 106   |
| 8    | Canada        | 100   |
| 9    | Italia        | 98    |
| 10   | Rep. Ceca     | 74    |
| 11   | Germania      | 68    |
| 12   | Kazakistan    | 46    |
| 13   | Norvegia      | 44    |
| 14   | Svizzera      | 40    |
| 15   | Australia     | 34    |
| 16   | Nuova Zelanda | 26    |
| 17   | Irlanda       | 20    |
| 17   | Portogallo    | 20    |
| 19   | Svezia        | 12    |
| 20   | Bielorussia   | 10    |
| 21   | Lituania      | 4     |
| 22   | Sudafrica     | 2     |